# Roberto Tovar Faja
Roberto Tovar paja (San José, 12 de noviembre de 1944) es un abogado y político costarricense. Fue Ministro de Relaciones Exteriores y Culto de Costa Rica desde el año 2002 al 2006.

## Datos Personales
Nació en San José, el 12 de noviembre de 1944, está casado con Felicia Castro Jenkins.

## Formación académica
Es abogado por la Universidad de Barcelona, en España, con estudios de Derecho Internacional por la Universidad de Valladolid y doctorado por la Universidad de Barcelona.

## Cargos desempeñados
- Ministro de la Presidencia: 1998-1999.
- Dos veces diputado a la Asamblea Legislativa 1978-1982 y 1990-1994.
- Presidente de la Asamblea Legislativa 1992-1993.
- Jefe de Fracción del Partido Unidad Social Cristiana 1983-1987.
- Consultor del Center for Democracy 1994-1995.
- Empresario vinculado con negocios inmobiliarios.